# 楚武王
楚武王（？—前690年），羋姓，熊氏，名徹，熊儀之孫，楚霄敖之子。《清华简》《楚居》上名为熊徹，因避汉武帝讳而改称熊通。

## 生平
熊彻殺兄蚡冒（一說蚡冒之子霄敖，一說蚡冒即熊徹之父），成為楚國子爵（《史记》记载有误，武王之前并非蚡冒，而是霄敖）。楚子徹娶邓侯女邓曼为妻，以鬬伯比為令尹，屈瑕為莫敖（相當於中原各國的大司馬），國力日增，認為楚國子爵地位低微，謀求進爵。周桓王十六年、楚子徹三十七年（前704年）夏天，邀請諸侯到沈鹿（湖北鍾祥縣東）會盟，與會者有巴、庸、濮、鄧、絞、羅、軫、申、貳、鄖、江諸國，只有黃、隨二國國君未到。楚子徹派大夫薳章去責備黃國、莫敖屈瑕去攻伐隨國，隨國大敗，随侯逃逸，戎右少师为鬬丹俘获，自此不敢造次。楚子徹自立为「楚王」。自此，楚君皆称「王」，開諸侯僭號稱王之先河，方時周室衰微，故無可奈何。
楚武王四十一年（前700年）楚师大败绞人，订立城下之盟。楚武王四十二年（前699年）用屈瑕伐羅國，屈瑕輕敵，秩序混乱，至罗境，遭到罗人与卢戎两军夹击，楚軍大敗。屈瑕率殘部逃到荒谷（今江陵縣境），最後自縊。武王承担此戰敗之责，下罪責己，餘軍皆予以赦免。
相傳卞和獻和氏璧，被楚武王所疑，王怒刖卞和之右足。
前690年伐隨國，行經漢水東岸，心疾猝發，坐在一棵樹下病逝。楚令尹鬬祁（鬬丹之子）與莫敖屈重，秘不發喪，率楚師仍按原計劃東進。楚軍兵臨隨國城下，隨國臣服。楚师撤还，济汉水而後发丧。而後子楚文王繼位。

## 家庭
父母
- 父霄敖熊坎

妻
- 鄧曼

子女
- 楚文王熊貲
- 公子常

| 前任： 父霄敖 | 春秋楚國第十七代君主 前741年-前690年 | 繼任： 子楚文王 |